# Liga Femenina de voleibol argentino de 2023
La Liga Femenina de Voleibol Argentino de 2023 fue la vigésima séptima edición del torneo más importante a nivel de clubes organizado por FeVA para equipos de voleibol femenino. En esta edición participaron quince equipos, teniendo lugar entre el 21 de enero y el 16 de abril de 2023.
El campeón defensor de la Liga Nacional fue Boca Juniors tras haberse consagrado en la edición 2022 al vencer en la serie final 2 a 0 a Gimnasia y Esgrima de La Plata, mientras que la Universidad Nacional de La Matanza (UNLaM) formó parte del certamen tras lograr el ascenso en la Liga Federal. El campeón fue nuevamente Boca Juniors, tras derrotar a San Lorenzo 2-1 en una serie al mejor de tres partidos, logrando así su octavo título de liga. La jugadora de Boca Mariángeles Cossar fue elegida como la Jugadora más valiosa de las finales.

## Equipos participantes
Los equipos que participarán de la edición XXVII son:
- Boca Juniors (Ciudad de Buenos Aires)
- River Plate (Ciudad de Buenos Aires)
- Ferro (Ciudad de Buenos Aires)
- San Lorenzo de Almagro (Ciudad de Buenos Aires)
- Estudiantes de La Plata (La Plata)
- Gimnasia y Esgrima La Plata (La Plata)
- Banco Provincia (La Plata)
- San José (San José)
- Villa Dora (Santa Fe)
- Club Náutico Sportivo Avellaneda (Rosario)
- CEF 5 (La Rioja)
- Club Tucumán de Gimnasia (San Miguel de Tucumán)
- Selección Argentina de Menores[4]
- Matanza Deportes (La Matanza)
- Universidad Nacional de La Matanza (UNLaM)

## Formato de competencia
El torneo está dividido en dos fases: la primera fase (fase regular), y la segunda fase (play off y ronda permanencia). La fase regular constará de ocho fines de semana de fase en los que los equipos se enfrentarán en un sistema de todos contra todos por suma de puntos. Los ocho mejores pasarán a los play offs y el resto disputará la ronda permanencia, en donde habrá un equipo que pierda la categoría y descienda a la Liga Federal.
Los play-offs se jugarán a dos partidos (con golden set en caso de empate), el primero en la cancha del peor clasificado, enfrentando al primero de la fase regular con el octavo, el segundo con el séptimo, etc. El Play Out, por su parte, consistirá en dos zonas de tres equipos que jugarán todos contra todos. Los dos últimos de cada zona disputarán un partido entre sí para definir el único descenso. La Selección Argentina juvenil no participará de ninguna de estas instancias finales, terminando su participación tras la fase regular.

## Primera fase

### Tabla general
| Pos. | Equipo                      | Pts | Partidos | Partidos | Partidos | Sets | Sets | Sets | Puntos | Puntos | Puntos |
| Pos. | Equipo                      | Pts | PJ       | PG       | PP       | SG   | SP   | SR   | PG     | PP     | PR     |
| ---- | --------------------------- | --- | -------- | -------- | -------- | ---- | ---- | ---- | ------ | ------ | ------ |
| 1.º  | GELP                        | 38  | 14       | 13       | 1        | 39   | 11   | 3.55 | 1181   | 976    | 1.210  |
| 2.º  | San Lorenzo                 | 36  | 14       | 12       | 2        | 39   | 11   | 3.55 | 1197   | 969    | 1.235  |
| 3.º  | CEF 5                       | 34  | 14       | 11       | 3        | 37   | 14   | 2.64 | 1205   | 986    | 1.222  |
| 4.º  | Boca Juniors                | 32  | 14       | 11       | 3        | 36   | 16   | 2.25 | 1236   | 1079   | 1.146  |
| 5.º  | Estudiantes (LP)            | 29  | 14       | 9        | 5        | 33   | 15   | 2.20 | 1103   | 989    | 1.115  |
| 6.º  | River Plate                 | 27  | 14       | 9        | 5        | 32   | 21   | 1.52 | 1197   | 1074   | 1.114  |
| 7.º  | Club A Villa Dora           | 25  | 14       | 9        | 5        | 30   | 20   | 1.50 | 1147   | 1030   | 1.114  |
| 8.º  | Banco Provincia (LP)        | 22  | 14       | 7        | 7        | 25   | 23   | 1.09 | 1055   | 1033   | 1.021  |
| 9.º  | Ferro Carril Oeste          | 18  | 14       | 6        | 8        | 21   | 25   | 0.84 | 987    | 1053   | 0.937  |
| 10.º | UNLaM                       | 13  | 14       | 5        | 9        | 20   | 35   | 0.57 | 1132   | 1262   | 0.897  |
| 11.º | Náutico Sportivo Avellaneda | 13  | 14       | 4        | 10       | 15   | 31   | 0.48 | 951    | 1052   | 0.904  |
| 12.º | Club San Jose               | 12  | 14       | 4        | 10       | 17   | 32   | 0.53 | 1008   | 1114   | 0.905  |
| 13.º | Tucumán de Gimnasia         | 6   | 14       | 1        | 13       | 14   | 41   | 0.34 | 1049   | 1269   | 0.827  |
| 14.º | Municipalidad de La Matanza | 5   | 14       | 2        | 12       | 7    | 38   | 0.18 | 815    | 1082   | 0.753  |
| 15.º | Argentina                   | 5   | 14       | 2        | 12       | 7    | 39   | 0.18 | 822    | 1117   | 0.736  |

|  | Avanza a play-offs |

### Resultados
Weekend 1
| 21/01/2023 - 19:00 | Náutico Avellaneda | 3 - 1                               | Tucumán de Gimnasia | Estadio Velasco, |  |
|                    |                    | ( 25/21 19/25 25/23 25/19 ) Reporte |                     |                  |  |

| 21/01/2023 - 20:00 | Banco Provincia L.P. | 1 - 3                               | Gimnasia y Esgrima LP | Club Bco. Prov. La Plata, La Plata |  |
|                    |                      | ( 25/23 16/25 16/25 22/25 ) Reporte |                       |                                    |  |

| 21/01/2023 - 21:00 | Club San Jose | 0 - 3   | San Lorenzo | Estadio Ciudad de San Jose, |  |
|                    |               | Reporte |             |                             |  |

| 21/01/2023 - 21:00 | Club A Villa Dora | 0 - 3   | CEF 5 La Rioja | Estadio Velasco, |  |
|                    |                   | Reporte |                |                  |  |

| 21/01/2023 - 21:00 | Argentina | 0 - 3   | Estudiantes de LP | Polideportivo Municipal Lezama, |  |
|                    |           | Reporte |                   |                                 |  |

| 22/01/2023 - 20:00 | Club San Jose | 0 - 3   | Ferro Carril Oeste | Estadio Ciudad de San Jose, |  |
|                    |               | Reporte |                    |                             |  |

| 22/01/2023 - 20:00 | Club A Villa Dora | 3 - 2   | Tucumán de Gimnasia | Villa Dora, |  |
|                    |                   | Reporte |                     |             |  |

| 22/01/2023 - 20:00 | Argentina | 0 - 3   | Gimnasia y Esgrima LP | Polideportivo Municipal Lezama, Lezama |  |
|                    |           | Reporte |                       |                                        |  |

| 22/01/2023 - 20:00 | Náutico Avellaneda | 2 - 3   | CEF 5 La Rioja | Estadio Velasco, |  |
|                    |                    | Reporte |                |                  |  |

| 25/01/2023 - 20:10 | Estudiantes de LP | 1 - 3   | Banco Provincia L.P. | Estadio J. L. Hisrchi, La Plata |  |
|                    |                   | Reporte |                      |                                 |  |

Weekend 2
| 27/01/2023 - 21:00 | Estudiantes de LP | 3 - 0                         | Universidad La Matanza | Estadio J. L. Hisrchi, La Plata |  |
|                    |                   | ( 25/11 25/19 25/16 ) Reporte |                        |                                 |  |

| 28/01/2023 - 19:00 | CEF 5 La Rioja | 0 - 3                         | San Lorenzo | Tucumán de Gimnasia, Tucumán |  |
|                    |                | ( 17/25 18/25 19/25 ) Reporte |             |                              |  |

| 28/01/2023 - 19:00 | Náutico Avellaneda | 0 - 3                         | Banco Provincia L.P. | Estadio Andrés Meynet, Villa Dora |  |
|                    |                    | ( 19/25 22/25 20/25 ) Reporte |                      |                                   |  |

| 28/01/2023 - 20:00 | Gimnasia y Esgrima LP | 3 - 0                         | Mun. La Matanza | Polideportivo V. Nethol, La Plata |  |
|                    |                       | ( 25/13 25/21 25/21 ) Reporte |                 |                                   |  |

| 28/01/2023 - 21:00 | Boca Juniors | 3 - 0                         | Club San Jose | Polideportivo Quinquela Martín, CABA |                              |
|                    |              | ( 25/19 25/22 25/18 ) Reporte |               | Asistencia: 390 espectadores         | Asistencia: 390 espectadores |

| 28/01/2023 - 21:00 | Tucumán de Gimnasia | 0 - 3                         | Ferro Carril Oeste | Tucumán de Gimnasia, San Miguel de Tucumán |  |
|                    |                     | ( 17/25 21/25 26/28 ) Reporte |                    |                                            |  |

| 28/01/2023 - 21:00 | Club A Villa Dora | 3 - 0                         | Argentina | Estadio Andrés Meynet, Villa Dora |                              |
|                    |                   | ( 25/16 25/14 25/14 ) Reporte |           | Asistencia: 200 espectadores      | Asistencia: 200 espectadores |

| 29/01/2023 - 18:00 | CEF 5 La Rioja | 3 - 1                               | Ferro Carril Oeste | Tucumán de Gimnasia, San Miguel de Tucumán |  |
|                    |                | ( 25/12 25/13 19/25 25/22 ) Reporte |                    |                                            |  |

| 29/01/2023 - 20:00 | River Plate | 3 - 1                              | Club San Jose | Microestadio de River Plate, CABA |  |
|                    |             | ( 17/25 25/8 25/17 25/17 ) Reporte |               |                                   |  |

| 29/01/2023 - 20:00 | Club A Villa Dora | 3 - 0                         | Banco Provincia L.P. | Estadio Andrés Meynet, Villa Dora |  |
|                    |                   | ( 25/22 25/20 25/20 ) Reporte |                      |                                   |  |

| 29/01/2023 - 20:00 | Tucumán de Gimnasia | 0 - 3                         | San Lorenzo | Tucumán de Gimnasia, San Miguel de Tucumán |  |
|                    |                     | ( 18/25 15/25 19/25 ) Reporte |             |                                            |  |

| 29/01/2023 - 21:00 | Náutico Avellaneda | 3 - 0                         | Argentina | Estadio Velasco, Rosario |  |
|                    |                    | ( 25/20 25/13 25/13 ) Reporte |           |                          |  |

| 01/02/2023 - 18:30 | Estudiantes de LP | 3 - 0                         | Mun. La Matanza | Polidepotivo V. Nethol, La Plata |  |
|                    |                   | ( 25/21 26/24 25/16 ) Reporte |                 |                                  |  |

| 01/02/2023 - 21:00 | Gimnasia y Esgrima LP | 3 - 0                         | Universidad La Matanza | Polideportivo V. Nethol, La Plata |  |
|                    |                       | ( 25/17 25/14 25/10 ) Reporte |                        |                                   |  |

Weekend 3
| 03/02/2023 - 21:00 | Banco Provincia (LP) | 3 - 0                         | Ferro Carril Oeste | Club Bco. Prov. La Plata, La Plata |  |
|                    |                      | ( 25/19 25/14 25/18 ) Reporte |                    |                                    |  |

| 03/02/2023 - 21:00 | Argentina | 1 - 3                              | San Lorenzo | Polideportivo Municipal Lezama, Lezama |  |
|                    |           | ( 28/26 18/25 16/25 8/25 ) Reporte |             |                                        |  |

| 04/02/2023 - 19:00 | Náutico Sportivo Avellaneda | 3 - 0                         | Boca Juniors | Estadio Andrés Meynet, Santa Fe |                              |
|                    |                             | ( 25/21 25/20 25/12 ) Reporte |              | Asistencia: 250 espectadores    | Asistencia: 250 espectadores |

| 04/02/2023 - 19:00 | Tucumán de Gimnasia | 0 - 3                         | GELP | Polideportivo Evita, La Rioja |  |
|                    |                     | ( 10/25 14/25 23/25 ) Reporte |      |                               |  |

| 04/02/2023 - 20:30 | UNLaM | 3 - 2                                     | Club San Jose | Univ. Nac. de La Matanza, La Matanza |  |
|                    |       | ( 19/25 25/21 32/30 18/25 15/13 ) Reporte |               |                                      |  |

| 04/02/2023 - 21:00 | Club A Villa Dora | 3 - 2                                     | River Plate | Estadio Andrés Meynet, Santa Fe |                              |
|                    |                   | ( 25/19 25/20 22/25 23/25 15/10 ) Reporte |             | Asistencia: 450 espectadores    | Asistencia: 450 espectadores |

| 04/02/2023 - 21:00 | CEF 5 | 3 - 0                         | Estudiantes (LP) | Polideportivo Evita, La Rioja |  |
|                    |       | ( 25/14 25/17 25/19 ) Reporte |                  |                               |  |

| 05/02/2023 - 19:00 | Tucumán de Gimnasia | 0 - 3                         | Estudiantes (LP) | Superdomo La Rioja, La Rioja |  |
|                    |                     | ( 12/25 22/25 21/25 ) Reporte |                  |                              |  |

| 05/02/2023 - 20:00 | Municipalidad de La Matanza | 0 - 3                         | Club San Jose | Estadio La Matanza, La Matanza |  |
|                    |                             | ( 19/25 20/25 11/25 ) Reporte |               |                                |  |

| 05/02/2023 - 20:00 | Banco Provincia (LP) | 0 - 3                         | San Lorenzo | Club Bco. Prov. La Plata, La Plata |  |
|                    |                      | ( 17/25 19/25 20/25 ) Reporte |             |                                    |  |

| 05/02/2023 - 20:00 | Argentina | 0 - 3                         | Ferro Carril Oeste | Polideportivo Municipal Lezama, Lezama |  |
|                    |           | ( 17/25 13/25 20/25 ) Reporte |                    |                                        |  |

| 05/02/2023 - 20:00 | Club A Villa Dora | 1 - 3                               | Boca Juniors | Estadio Andrés Meynet, Santa Fe |                              |
|                    |                   | ( 28/26 21/25 23/25 15/25 ) Reporte |              | Asistencia: 350 espectadores    | Asistencia: 350 espectadores |

| 05/02/2023 - 21:00 | Náutico Sportivo Avellaneda | 0 - 3                         | River Plate | Estadio Velasco, Rosario |  |
|                    |                             | ( 13/25 14/25 19/25 ) Reporte |             |                          |  |

| 05/02/2023 - 21:00 | CEF 5 | 2 - 3                                     | GELP | Superdomo La Rioja, La Rioja |  |
|                    |       | ( 25/18 23/25 25/18 21/25 12/15 ) Reporte |      |                              |  |

Weekend 4
| 09/02/2023 - 18:30 | UNLaM | 3 - 2                                     | River Plate | Municipalidad de La Matanza, La Matanza |  |
|                    |       | ( 22/25 28/26 22/25 25/21 15/10 ) Reporte |             |                                         |  |

| 09/02/2023 - 21:00 | Municipalidad de La Matanza | 0 - 3   | Boca Juniors | Municipalidad de La Matanza, La Matanza |  |
|                    |                             | Reporte |              |                                         |  |

| 12/02/2023 - 20:00 | Municipalidad de La Matanza | 0 - 3   | River Plate | Municipalidad de La Matanza, La Matanza |  |
|                    |                             | Reporte |             |                                         |  |

| 12/02/2023 - 20:30 | UNLaM | 0 - 3                         | Boca Juniors | Univ. Nac. de La Matanza, La Matanza |  |
|                    |       | ( 20/25 21/25 22/25 ) Reporte |              |                                      |  |

Weekend 5
| 16/2/2023 - 18:30 | San Lorenzo | 3 - 0                         | UNLaM | Hector Etchart, CABA |  |
|                   |             | ( 25/20 25/19 25/17 ) Reporte |       |                      |  |

| 16/2/2023 - 21:00 | Ferro Carril Oeste | 3 - 0   | Municipalidad de La Matanza | Hector Etchart, CABA |  |
|                   |                    | Reporte |                             |                      |  |

| 16/2/2023 - 21:00 | Boca Juniors | 3 - 0   | Argentina | Poli Quinquela Matín, CABA |  |
|                   |              | Reporte |           |                            |  |

| 17/2/2023 - 21:00 | Boca Juniors | 3 - 0   | Banco Provincia (LP) | Poli Quinquela Matín, CABA |  |
|                   |              | Reporte |                      |                            |  |

| 18/2/2023 - 20:00 | River Plate | 3 - 0   | Argentina | Estadio Polideportivo CeNARD, |  |
|                   |             | Reporte |           |                               |  |

| 18/2/2023 - 20:00 | GELP | 3 - 0   | Náutico Sportivo Avellaneda | Poli V. Nethol, La Plata |  |
|                   |      | Reporte |                             |                          |  |

| 18/2/2023 - 21:00 | Club San Jose | 0 - 3   | CEF 5 | Estadio Ciudad de San Jose, |  |
|                   |               | Reporte |       |                             |  |

| 18/2/2023 - 21:00 | Estudiantes (LP) | 3 - 0   | Club A Villa Dora | Estadio J. L. Hisrchi, La Plata |  |
|                   |                  | Reporte |                   |                                 |  |

| 19/2/2023 - 20:00 | Club San Jose | 3 - 2   | Tucumán de Gimnasia | Estadio Ciudad de San Jose, |  |
|                   |               | Reporte |                     |                             |  |

| 19/2/2023 - 20:00 | Ferro Carril Oeste | 3 - 1   | UNLaM | Estadio Multideportivo Ferro Carril Oeste, CABA |  |
|                   |                    | Reporte |       |                                                 |  |

| 19/2/2023 - 20:00 | San Lorenzo | 3 - 0   | Municipalidad de La Matanza | Roberto Pando, CABA |  |
|                   |             | Reporte |                             |                     |  |

| 19/2/2023 - 20:00 | Estudiantes (LP) | 3 - 0   | Náutico Sportivo Avellaneda | Estadio J. L. Hisrchi, La Plata |  |
|                   |                  | Reporte |                             |                                 |  |

| 19/2/2023 - 21:00 | GELP | 3 - 1                               | Club A Villa Dora | Poli V. Nethol, La Plata |  |
|                   |      | ( 15/25 25/22 25/17 26/24 ) Reporte |                   |                          |  |

| 20/2/2023 - 20:00 | River Plate | 3 - 0                         | Banco Provincia (LP) | Club Bco. Prov. La Plata, La Plata |  |
|                   |             | ( 28/26 25/14 25/12 ) Reporte |                      |                                    |  |

Weekend 6
| 22/2/2023 - 18:30 | Ferro Carril Oeste | 1 - 3   | Boca Juniors | Roberto Pando, CABA |  |
|                   |                    | Reporte |              |                     |  |

| 22/2/2023 - 21:00 | San Lorenzo | 2 - 3   | River Plate | Roberto Pando, CABA |  |
|                   |             | Reporte |             |                     |  |

| 25/2/2023 - 19:00 | Tucumán de Gimnasia | 1 - 3   | Banco Provincia (LP) | Club Riojano, |  |
|                   |                     | Reporte |                      |               |  |

| 25/2/2023 - 19:00 | CEF 5 | 3 - 0   | Argentina | Cef 5 La Rioja, |  |
|                   |       | Reporte |           |                 |  |

| 25/2/2023 - 21:00 | Club San Jose | 0 - 3   | Estudiantes (LP) | Estadio Ciudad de San Jose, |  |
|                   |               | Reporte |                  |                             |  |

| 25/2/2023 - 21:00 | Club A Villa Dora | 3 - 0   | UNLaM | Estadio Andrés Meynet, |  |
|                   |                   | Reporte |       |                        |  |

| 25/2/2023 - 21:00 | Náutico Sportivo Avellaneda | 3 - 0   | Municipalidad de La Matanza | Estadio Velasco, |  |
|                   |                             | Reporte |                             |                  |  |

| 26/2/2023 - 18:30 | CEF 5 | 3 - 1   | Banco Provincia (LP) | Polideportivo Evita, La Rioja |  |
|                   |       | Reporte |                      |                               |  |

| 26/2/2023 - 19:00 | Tucumán de Gimnasia | 2 - 3   | Argentina | Club Riojano, |  |
|                   |                     | Reporte |           |               |  |

| 26/2/2023 - 20:00 | Club San Jose | 1 - 3   | GELP | Estadio Ciudad de San Jose, |  |
|                   |               | Reporte |      |                             |  |

| 26/2/2023 - 20:00 | Club A Villa Dora | 3 - 0   | Municipalidad de La Matanza | Estadio Andrés Meynet, |  |
|                   |                   | Reporte |                             |                        |  |

| 26/2/2023 - 20:00 | Náutico Sportivo Avellaneda | 1 - 3   | UNLaM | Estadio Velasco, |  |
|                   |                             | Reporte |       |                  |  |

| 26/2/2023 - 20:00 | Ferro Carril Oeste | 0 - 3                         | River Plate | Hector Etchart, CABA |  |
|                   |                    | ( 25/27 19/25 21/25 ) Reporte |             |                      |  |

| 26/2/2023 - 20:00 | San Lorenzo | 1 - 3                               | Boca Juniors | Roberto Pando, CABA |  |
|                   |             | ( 23/25 22/25 25/23 27/29 ) Reporte |              |                     |  |

Weekend 7
| 4/3/2023 - 19:00 | CEF 5 | 3 - 1   | UNLaM | Tucumán de Gimnasia, San Miguel de Tucumán |  |
|                  |       | Reporte |       |                                            |  |

| 4/3/2023 - 20:00 | River Plate | 1 - 3   | GELP | Estadio Principal de River Plate, CABA |  |
|                  |             | Reporte |      |                                        |  |

| 4/3/2023 - 20:00 | Banco Provincia (LP) | 3 - 0   | Club San Jose | Club Bco. Prov. La PLata, La Plata |  |
|                  |                      | Reporte |               |                                    |  |

| 4/3/2023 - 20:00 | Ferro Carril Oeste | 3 - 0   | Náutico Sportivo Avellaneda | Estadio Multideportivo Ferro Carril Oeste, CABA |  |
|                  |                    | Reporte |                             |                                                 |  |

| 4/3/2023 - 21:00 | Boca Juniors | 3 - 2   | Estudiantes (LP) | Poli Quinquela Matín, CABA |  |
|                  |              | Reporte |                  |                            |  |

| 4/3/2023 - 21:00 | Tucumán de Gimnasia | 2 - 3   | Municipalidad de La Matanza | Tucumán de Gimnasia, San Miguel de Tucumán |  |
|                  |                     | Reporte |                             |                                            |  |

| 4/3/2023 - 21:00 | San Lorenzo | 3 - 1   | Club A Villa Dora | Roberto Pando, CABA |  |
|                  |             | Reporte |                   |                     |  |

| 5/3/2023 - 19:00 | CEF 5 | 3 - 0   | Municipalidad de La Matanza | Tucumán de Gimnasia, San Miguel de Tucumán |  |
|                  |       | Reporte |                             |                                            |  |

| 5/3/2023 - 19:00 | Ferro Carril Oeste | 0 - 3   | Club A Villa Dora | Estadio Multideportivo Ferro Carril Oeste, CABA |  |
|                  |                    | Reporte |                   |                                                 |  |

| 5/3/2023 - 20:00 | Argentina | 0 - 3   | Club San Jose | Polideportivo Municipal Lezama, Lezama |  |
|                  |           | Reporte |               |                                        |  |

| 5/3/2023 - 20:00 | Boca Juniors | 1 - 3   | GELP | Poli Quinquela Matín, CABA |  |
|                  |              | Reporte |      |                            |  |

| 5/3/2023 - 20:00 | River Plate | 0 - 3   | Estudiantes (LP) | Estadio Principal de River Plate, CABA |  |
|                  |             | Reporte |                  |                                        |  |

| 5/3/2023 - 20:00 | San Lorenzo | 3 - 0   | Náutico Sportivo Avellaneda | Roberto Pando, CABA |  |
|                  |             | Reporte |                             |                     |  |

| 5/3/2023 - 21:00 | Tucumán de Gimnasia | 3 - 2                                    | UNLaM | Tucumán de Gimnasia, San Miguel de Tucumán |  |
|                  |                     | ( 25/22 20/25 15/25 32/30 15/6 ) Reporte |       |                                            |  |

Weekend 8
| 08/03/2023 - 18:30 | Estudiantes (LP) | 2 - 3                                    | San Lorenzo | Poli V. Nethol, La Plata |  |
|                    |                  | ( 25/22 18/25 22/25 25/14 8/15 ) Reporte |             |                          |  |

| 08/03/2023 - 21:00 | GELP | 3 - 0   | Ferro Carril Oeste | Poli V. Nethol, La Plata |  |
|                    |      | Reporte |                    |                          |  |

| 10/03/2023 - 21:00 | Banco Provincia (LP) | 2 - 3   | UNLaM | Club Bco. Prov. La Plata, La Plata |  |
|                    |                      | Reporte |       |                                    |  |

| 10/03/2023 - 21:00 | Argentina | 0 - 3   | Municipalidad de La Matanza | Polideportivo Municipal Lezama, Lezama |  |
|                    |           | Reporte |                             |                                        |  |

| 11/03/2023 - 19:00 | Tucumán de Gimnasia | 0 - 3   | Boca Juniors | Polideportivo Evita, La Rioja |  |
|                    |                     | Reporte |              |                               |  |

| 11/03/2023 - 20:00 | Estudiantes (LP) | 3 - 0   | Ferro Carril Oeste | Estadio J. L. Hisrchi, La Plata |  |
|                    |                  | Reporte |                    |                                 |  |

| 11/03/2023 - 21:00 | Club A Villa Dora | 3 - 1   | Club San Jose | Estadio Andrés Meynet, Santa Fe |  |
|                    |                   | Reporte |               |                                 |  |

| 11/03/2023 - 21:00 | CEF 5 | 3 - 0   | River Plate | Polideportivo Evita, La Rioja |  |
|                    |       | Reporte |             |                               |  |

| 12/03/2023 - 19:00 | Tucumán de Gimnasia | 1 - 3   | River Plate | Polideportivo Evita, La Rioja |  |
|                    |                     | Reporte |             |                               |  |

| 12/03/2023 - 20:00 | GELP | 0 - 3   | San Lorenzo | Poli V. Nethol, La Plata |  |
|                    |      | Reporte |             |                          |  |

| 12/03/2023 - 20:00 | Banco Provincia (LP) | 3 - 0   | Municipalidad de La Matanza | Club Bco. Prov. La Plata, La Plata |  |
|                    |                      | Reporte |                             |                                    |  |

| 12/03/2023 - 20:00 | Argentina | 3 - 1   | UNLaM | Polideportivo Municipal Lezama, Lezama |  |
|                    |           | Reporte |       |                                        |  |

| 12/03/2023 - 21:00 | CEF 5 | 2 - 3                                     | Boca Juniors | Polideportivo Evita, La Rioja |  |
|                    |       | ( 32/30 25/23 21/25 23/25 15/17 ) Reporte |              |                               |  |

| 12/03/2023 - 21:30 | Náutico Sportivo Avellaneda | 0 - 3   | Club San Jose | Estadio Velasco, |  |
|                    |                             | Reporte |               |                  |  |

Weekend 9
| 3/3/2023 - 21:00 | Tucumán de Gimnasia | 0 - 3   | CEF 5 | Tucumán de Gimnasia, San Miguel de Tucumán |  |
|                  |                     | Reporte |       |                                            |  |

| 15/3/2023 - 21:00 | Estudiantes (LP) | 1 - 3   | GELP | Estadio J. L. Hisrchi, La Plata |  |
|                   |                  | Reporte |      |                                 |  |

| 17/3/2023 - 21:00 | Banco Provincia (LP) | 3 - 0                             | Argentina | Club Bco. Prov. La Plata, La Plata |  |
|                   |                      | ( 25-14 / 25-17 / 25-21 ) Reporte |           |                                    |  |

| 17/3/2023 - 21:00 | San Lorenzo | 3 - 1   | Ferro Carril Oeste | Roberto Pando, CABA |  |
|                   |             | Reporte |                    |                     |  |

| 17/3/2023 - 21:00 | Boca Juniors | 2 - 3                                     | River Plate | Bombonera, CABA |  |
|                   |              | ( 25/21 20/25 21/25 25/16 15/17 ) Reporte |             |                 |  |

| 17/3/2023 - 21:00 | UNLaM | 3 - 1   | Municipalidad de La Matanza | Univ. Nac. de La Matanza, La Matanza |  |
|                   |       | Reporte |                             |                                      |  |

| 19/3/2023 - 19:30 | Náutico Sportivo Avellaneda | 0 - 3                         | Club A Villa Dora | Estadio Velasco, Rosario |  |
|                   |                             | ( 20/25 15/25 19/25 ) Reporte |                   |                          |  |

## Play-outs

### Zona A
| Pos. | Equipo              | Pts | Partidos | Partidos | Partidos | Sets | Sets | Sets | Puntos | Puntos | Puntos |
| Pos. | Equipo              | Pts | PJ       | PG       | PP       | SG   | SP   | SR   | PG     | PP     | PR     |
| ---- | ------------------- | --- | -------- | -------- | -------- | ---- | ---- | ---- | ------ | ------ | ------ |
| 1.º  | Ferro Carril Oeste  | 3   | 2        | 1        | 1        | 4    | 4    | 1.00 | 187    | 176    | 1.062  |
| 2.º  | Club San Jose       | 3   | 2        | 1        | 1        | 4    | 4    | 1.00 | 177    | 168    | 1.054  |
| 3.º  | Tucumán de Gimnasia | 3   | 2        | 1        | 1        | 4    | 4    | 1.00 | 164    | 184    | 0.891  |

#### Resultados
| 24/3/2023 - 21:30 | Ferro Carril Oeste | 1 - 3   | Tucumán de Gimnasia | Estadio Multideportivo Ferro Carril Oeste, CABA |  |
|                   |                    | Reporte |                     |                                                 |  |

| 25/3/2023 - 21:00 | Club San Jose | 3 - 1   | Tucumán de Gimnasia | Estadio Multideportivo Ferro Carril Oeste, CABA |  |
|                   |               | Reporte |                     |                                                 |  |

| 26/3/2023 - 21:00 | Ferro Carril Oeste | 3 - 1                               | Club San Jose | Estadio Multideportivo Ferro Carril Oeste, CABA |  |
|                   |                    | ( 25/21 25/19 22/25 25/18 ) Reporte |               |                                                 |  |

### Zona B
| Pos. | Equipo                      | Pts | Partidos | Partidos | Partidos | Sets | Sets | Sets | Puntos | Puntos | Puntos |
| Pos. | Equipo                      | Pts | PJ       | PG       | PP       | SG   | SP   | SR   | PG     | PP     | PR     |
| ---- | --------------------------- | --- | -------- | -------- | -------- | ---- | ---- | ---- | ------ | ------ | ------ |
| 1.º  | UNLaM                       | 6   | 2        | 2        | 0        | 6    | 1    | 6.00 | 174    | 145    | 1.200  |
| 2.º  | Náutico Sportivo Avellaneda | 3   | 2        | 1        | 1        | 4    | 3    | 1.33 | 168    | 152    | 1.105  |
| 3.º  | Matanza Deportes            | 0   | 2        | 0        | 2        | 0    | 6    | 0.00 | 107    | 152    | 0.704  |

#### Resultados
| 24/3/2023 - 20:00 | UNLaM | 3 - 0                         | Matanza Deportes | Univ. Nac. de La Matanza, La Matanza |  |
|                   |       | ( 25/18 25/17 25/19 ) Reporte |                  |                                      |  |

| 25/3/2023 - 21:00 | Náutico Sportivo Avellaneda | 3 - 0   | Matanza Deportes | Univ. Nac. de La Matanza, La Matanza |  |
|                   |                             | Reporte |                  |                                      |  |

| 26/3/2023 - 21:30 | UNLaM | 3 - 1                               | Náutico Sportivo Avellaneda | Univ. Nac. de La Matanza, La Matanza |  |
|                   |       | ( 27/25 25/22 22/25 25/19 ) Reporte |                             |                                      |  |

#### Partido por el descenso
| 1/4/2023 - 19:00 | Tucumán de Gimnasia | 3 - 0                         | Matanza Deportes | Tucumán de Gimnasia, San Miguel de Tucumán |  |
|                  |                     | ( 26/24 25/21 25/17 ) Reporte |                  |                                            |  |

## Play-offs
|  | Cuartos de final | Cuartos de final     | Cuartos de final | Cuartos de final |   |             | Semifinal   | Semifinal | Semifinal | Semifinal | Semifinal |  |             | Final       | Final | Final | Final | Final |  |
|  |                  |                      |                  |                  |   |             |             |           |           |           |           |  |             |             |       |       |       |       |  |
|  |                  |                      |                  |                  |   |             |             |           |           |           |           |  |             |             |       |       |       |       |  |
|  | 7                | Club A Villa Dora    | 0                | 0                |   |             |             |           |           |           |           |  |             |             |       |       |       |       |  |
|  | 7                | Club A Villa Dora    | 0                | 0                |   |             |             |           |           |           |           |  |             |             |       |       |       |       |  |
|  | 2                | San Lorenzo          | 3                | 3                |   |             |             |           |           |           |           |  |             |             |       |       |       |       |  |
|  | 2                | San Lorenzo          | 3                | 3                |   | San Lorenzo | San Lorenzo | 0         | 3         | 3         |           |  |             |             |       |       |       |       |  |
|  |                  |                      |                  |                  |   | San Lorenzo | San Lorenzo | 0         | 3         | 3         |           |  |             |             |       |       |       |       |  |
|  |                  |                      | CEF5             | CEF5             | 3 | 0           | 2           |           |           |           |           |  |             |             |       |       |       |       |  |
|  | 3                | CEF5                 | CEF5             | CEF5             | 3 | 0           | 2           | 3         | 3         |           |           |  |             |             |       |       |       |       |  |
|  | 3                | CEF5                 |                  |                  |   |             |             |           |           |           |           |  |             |             |       |       |       |       |  |
|  | 6                | River Plate          | 1                | 2                |   |             |             |           |           |           |           |  |             |             |       |       |       |       |  |
|  | 6                | River Plate          | 1                | 2                |   |             |             |           |           |           |           |  | San Lorenzo | San Lorenzo | 2     | 3     | 1     |       |  |
|  |                  |                      |                  |                  |   |             |             |           |           |           |           |  | San Lorenzo | San Lorenzo | 2     | 3     | 1     |       |  |
|  |                  |                      | Boca Juniors     | Boca Juniors     | 3 | 1           | 3           |           |           |           |           |  |             |             |       |       |       |       |  |
|  | 8                | Banco Provincia (LP) | Boca Juniors     | Boca Juniors     | 3 | 1           | 3           | 0         | 0         |           |           |  |             |             |       |       |       |       |  |
|  | 8                | Banco Provincia (LP) |                  |                  |   |             |             |           |           |           |           |  |             |             |       |       |       |       |  |
|  | 1                | GELP                 | 3                | 3                |   |             |             |           |           |           |           |  |             |             |       |       |       |       |  |
|  | 1                | GELP                 | 3                | 3                |   | GELP        | GELP        | 0         | 0         |           |           |  |             |             |       |       |       |       |  |
|  |                  |                      |                  |                  |   | GELP        | GELP        | 0         | 0         |           |           |  |             |             |       |       |       |       |  |
|  |                  |                      | Boca Juniors     | Boca Juniors     | 3 | 3           |             |           |           |           |           |  |             |             |       |       |       |       |  |
|  | 5                | Estudiantes (LP)     | Boca Juniors     | Boca Juniors     | 3 | 3           | 2           | 0         |           |           |           |  |             |             |       |       |       |       |  |
|  | 5                | Estudiantes (LP)     |                  |                  |   |             |             |           |           |           |           |  |             |             |       |       |       |       |  |
|  | 4                | Boca Juniors         | 3                | 3                |   |             |             |           |           |           |           |  |             |             |       |       |       |       |  |
|  | 4                | Boca Juniors         | 3                | 3                |   |             |             |           |           |           |           |  |             |             |       |       |       |       |  |
|  |                  |                      |                  |                  |   |             |             |           |           |           |           |  |             |             |       |       |       |       |  |

### Resultados

#### Cuartos de final
| 24/3/2023 - 20:00 | Banco Provincia (LP) | 0 - 3                         | GELP | Club Bco. Prov. La Plata, La Plata |  |
|                   |                      | ( 21/25 22/25 13/25 ) Reporte |      |                                    |  |

| 24/3/2023 - 20:00 | River Plate | 1 - 3   | CEF 5 | Estadio Principal de River Plate, CABA |  |
|                   |             | Reporte |       |                                        |  |

| 24/3/2023 - 21:00 | Club A Villa Dora | 0 - 3   | San Lorenzo | Estadio Andrés Meynet, Santa Fe |  |
|                   |                   | Reporte |             |                                 |  |

| 25/3/2023 - 19:00 | Estudiantes (LP) | 2 - 3                                     | Boca Juniors | Estadio J. L. Hisrchi, La Plata |  |
|                   |                  | ( 24/26 19/25 25/22 25/22 14/16 ) Reporte |              |                                 |  |

| 29/03/2023 - 21:00 | San Lorenzo | 3 - 0   | Club A Villa Dora | Roberto Pando, CABA |  |
|                    |             | Reporte |                   |                     |  |

| 29/03/2023 - 21:00 | CEF 5 | 3 - 2                                     | River Plate | Polideportivo Evita, La Rioja |  |
|                    |       | ( 20/25 21/25 26/24 25/22 15/13 ) Reporte |             |                               |  |

| 29/03/2023 - 21:00 | GELP | 3 - 0   | Banco Provincia (LP) | Poli V. Nethol, La Plata |  |
|                    |      | Reporte |                      |                          |  |

| 30/03/2023 - 21:00 | Boca Juniors | 3 - 0                         | Estudiantes (LP) | Bombonera, CABA |  |
|                    |              | ( 25/18 25/18 25/13 ) Reporte |                  |                 |  |

#### Semifinal
| 5/4/2023 - 21:00 | CEF 5 | 3 - 0   | San Lorenzo | Polideportivo Evita, La Rioja |  |
|                  |       | Reporte |             |                               |  |

| 5/4/2023 - 21:00 | Boca Juniors | 3 - 0   | GELP | Bombonera, CABA |  |
|                  |              | Reporte |      |                 |  |

| 9/4/2023 - 20:00 | GELP | 0 - 3                         | Boca Juniors | Poli V. Nethol, La Plata |  |
|                  |      | ( 23/25 20/25 21/25 ) Reporte |              |                          |  |

| 9/4/2023 - 21:00 | San Lorenzo | 3 - 0                         | CEF 5 | Roberto Pando, CABA |  |
|                  |             | ( 25/19 25/11 25/15 ) Reporte |       |                     |  |

| 10/4/2023 - 21:00 | San Lorenzo | 3 - 2                                    | CEF 5 | Roberto Pando, CABA |  |
|                   |             | ( 24/26 26/24 21/25 25/20 15/9 ) Reporte |       |                     |  |

#### Final
| 14/4/2023 - 19:00 | Boca Juniors | 3 - 2                                    | San Lorenzo | Estadio Luis Conde, CABA |  |
|                   |              | ( 25/20 26/28 22/25 25/17 15/6 ) Reporte |             |                          |  |

| 15/4/2023 - 21:00 | San Lorenzo | 3 - 1                              | Boca Juniors | Roberto Pando, CABA |  |
|                   |             | ( 27/25 20/25 25/7 25/21 ) Reporte |              |                     |  |

| 16/4/2023 - 21:00 | San Lorenzo | 1 - 3                               | Boca Juniors | Roberto Pando, CABA |  |
|                   |             | ( 25/16 18/25 19/25 23/25 ) Reporte |              |                     |  |

Galería de imágenes
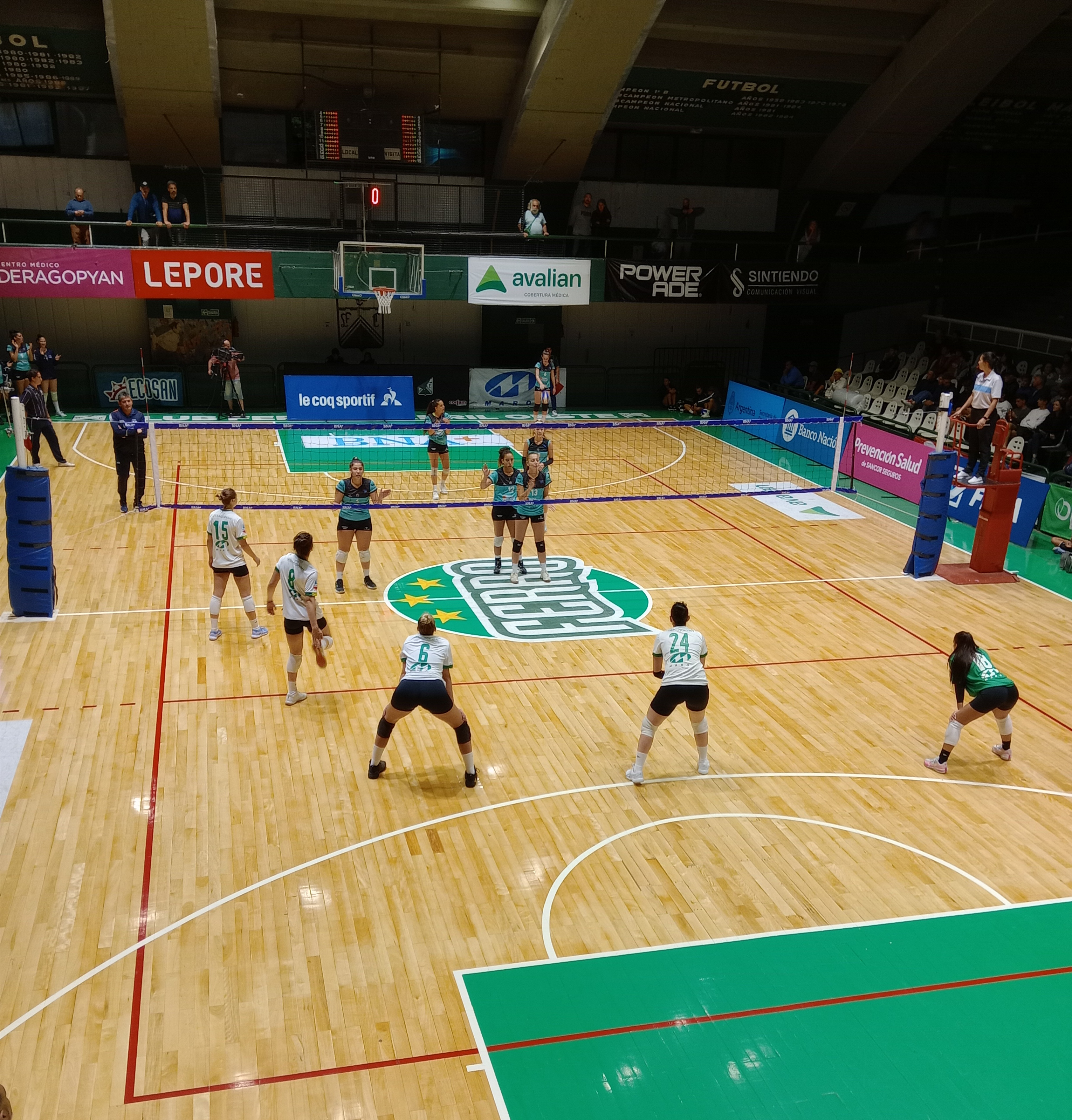
Fase regular: Ferro vs Matanza Deportes en el Estadio H. Etchart
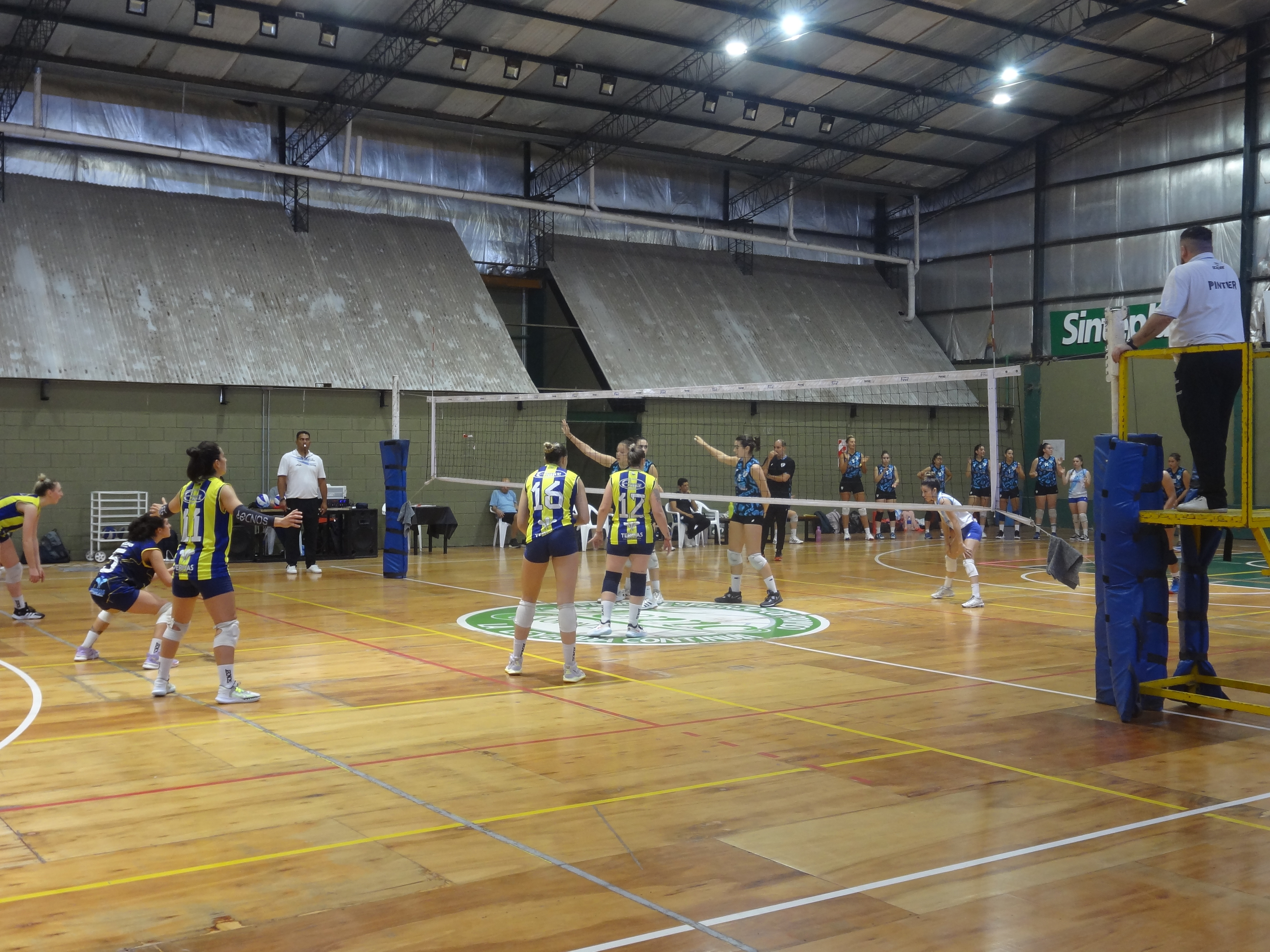
Play-outs: San Jose vs Tucumán de Gimnasia en el Polideportivo de Ferro
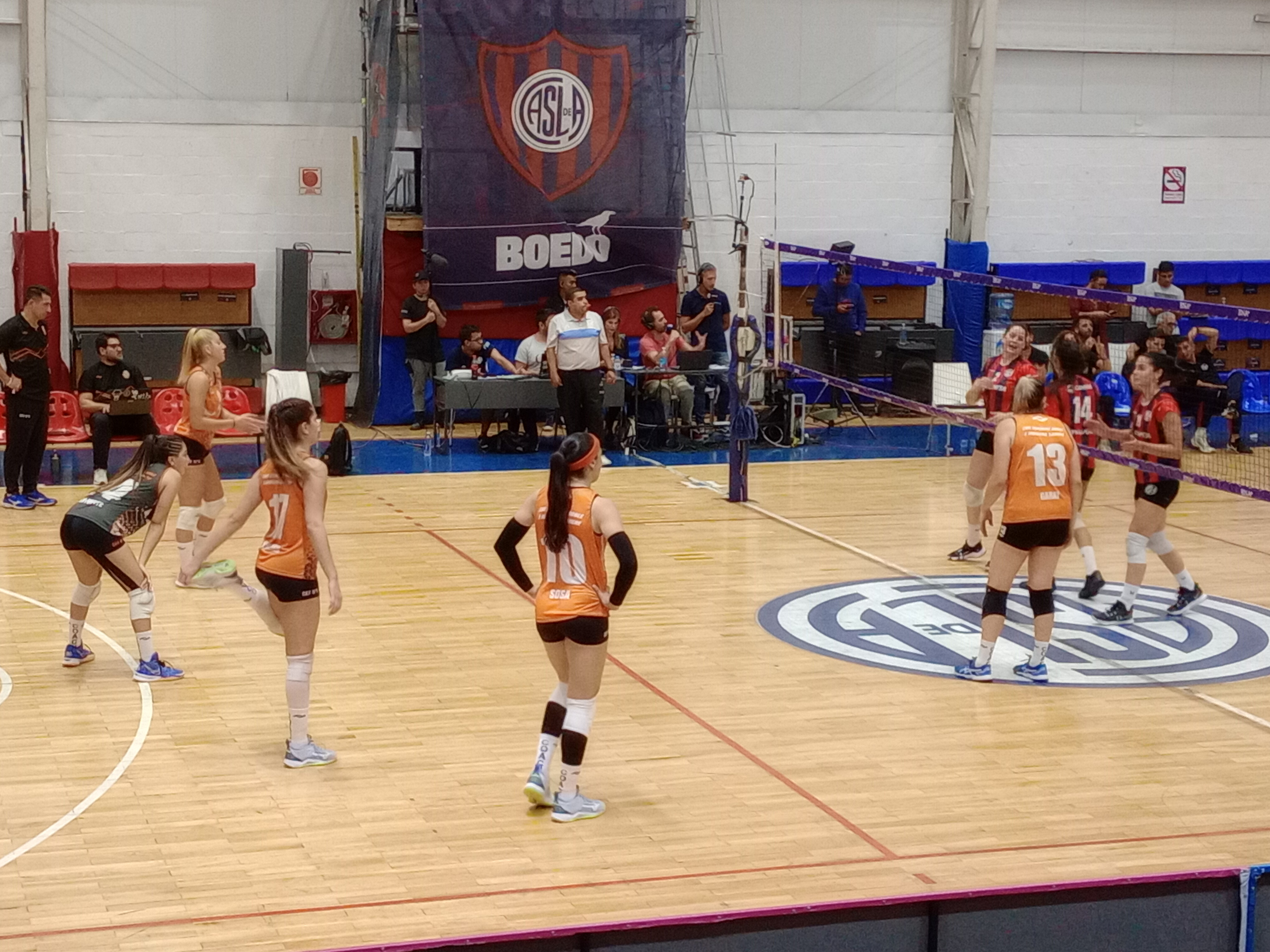
Semifinales: El CEF 5 enfrentando a San Lorenzo en el Roberto Pando
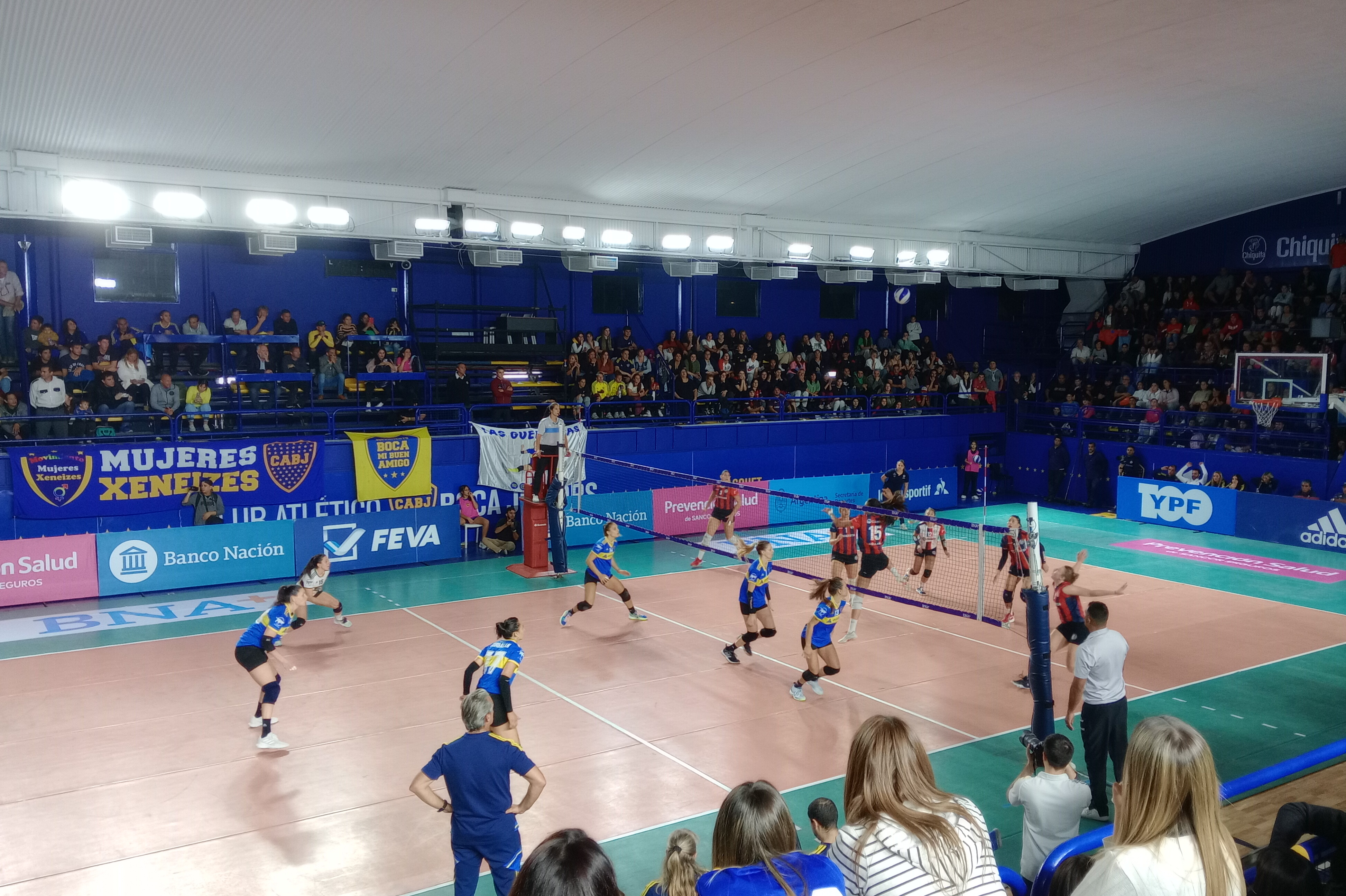
Boca enfrentando a San Lorenzo en el primer partido por las finales

- Wikimedia Commons alberga una categoría multimedia sobre Liga Femenina de voleibol argentino de 2023.